# Кетрин Дикенс
Кетрин Томсон „Кејт” Дикенс (рођена Хогарт; 19. мај 1815 — Лондон, 22. новембар 1879) била је супруга енглеског романописца Чарлса Дикенса, мајка његовo десеторо деце и списатељица књига о управљању домаћинством.

## Рани живот
Рођена у Единбургу, Шкотској, 1815. године, Кетрин се са породицом преселила у Енглеску 1824. Била је најстарија ћерка од десеторо деце Џорџа Хогарта. Њен отац је био новинар Единбуршког Куранта, а касније је постао писац и музички критичар Морнинг Кроникл-а, где је Дикенс био млади новинар, а касније и уредник Ивнинг Кроникл-а. Дикенсу се одмах свидела прелепа 19-годишња Кетрин и позвао ју је на журку поводом свог 23. рођендана. Кетрин и Дикенс су се касније верили 1835. и венчали су се 2. априла 1836. у цркви Светог Луке у Челзију, провевши медени месец у Чалку, близу Четама у Кенту. Основали су дом у Блумсберију и потом имали десеторо деце. Током тог периода Чарлс је писао да чак и ако би постао богат и славан, никада не би био тако срећан као што је био у том малом стану са Кетрин.
Кетринина сестра Мери Хогарт ушла је у Дикенсово домаћинство у Улици Даути да би пружила подршку својој нововенчаној сестри и деверу. Није било необично да невенчана сестра нове супруге живи и помаже младом пару. Дикенс је постао веома везан за Мери и она му је умрла на рукама после кратке болести 1837. Постала је лик у многим његовим књигама, а њена смрт је фикционализована као смрт мале Нел. 
Кетринина млађа сестра, Џорџина Хогарт, придружила се породичном домаћинству Дикенс 1842. године и бринула о младој породици коју су оставили иза себе када су Дикенс и Кетрин отпловили у Америку. Током њиховог путовања, Дикенс је написао у писму пријатељу да Кетрин никада није била тужна или обесхрабрена током њиховог дугог путовања бродом, и да се „прилагодила свим околностима без приговора“. Године 1845, Чарлс Дикенс је продуцирао аматерски позоришни филм Сваки човек у свом хумору ради Лија Ханта. У следећој представи, Кетрин Дикенс, која је имала мању улогу, пропала је кроз замку.  Године 1851, као 'леди Марија Клатербак', Кетрин Дикенс је објавила кувар, Шта ћемо за вечеру? Добро одговорено бројним јеловницима за две до осамнаест особа. Садржао је много предложених менија за оброке различите сложености заједно са неколико рецепата. Ово дело је доживело неколико издања до 1860. године.  Такође, 1851. доживела је нервни слом након смрти ћерке Доре Дикенс, старе скоро 8 месеци.
Током наредних година, Дикенс је сматрао да је Кетрин све мање способна мајка и домаћица и кривио ју је за рођење њихово десеторо деце, што му је изазвало финансијске бриге. Надао се да се деца неће више рађати након рођења њиховог четвртог сина Валтера, и тврдио је да је чињеница да она долази из велике породице довела до рођења толико деце. Чак је покушао да је представи као ментално болесну како би је сместио у лудницу. Поред тога, како би се осигурао да се више деце неће родити, наредио је да им се кревети одвоје и између њих стави полица за књиге.  Њихов раскид у мају 1858. године био је обелодањен, након што је Кетрин случајно добила наруквицу намењену Елен Тернан, а гласине о Дикенсовим аферама су биле бројне — док је он све то одлучно негирао.

## Развод
Чарлс и Кетрин Дикенс су се развели у јуну 1858. године, а она се преселила на имање у Глостер Кресенту  у Камден Тауну. Тачан узрок раскида је непознат, иако је пажња у то време и од тада била усмерена на гласине о афери између Дикенса и Елен Тернан и/или Кетринине сестре, Џорџине Хогарт.
Наруквица намењена Елен Тернан наводно је испоручена Дикенсовом домаћинству неколико месеци раније, што је довело до оптужби и порицања. Дикенсов пријатељ, Вилијам Мејкпис Текери, касније је тврдио да је Дикенсов раскид са Кетрин последица везе са Тернан, а не са Џорџином Хогарт како му је речено. Када је за то сазнао, Дикенс је био толико бесан да је скоро прекинуо пријатељство са Текеријем. 
Џорџина, Чарлс и сва деца осим Чарлса Дикенса Млађег остали су у свом дому у Тависток Хаусу, док су се Кетрин и Чарлс млађи иселили. Џорџина Хогарт је водила Дикенсово домаћинство. Дана 12. јуна 1858. објавио је чланак у свом часопису Хаусхолд Вордс, демантујући гласине о раскиду, али их није ни објаснио ни разјаснио ситуацију.
„То је један мој проблем који већ дуже траје и који нећу коментарисати више него што би требало, будући да је у питању приватна ствар, која је недавно договорена, а која не укључује никакву врсту беса или зла било које врсте и неће утицати на порекло, напредак и околности за које знају моја деца. Договорен је пријатељски, а његове детаље сада морају заборавити они који су у њега укључени... На неки начин, произашла из зла, или из лудости, или из непојмљиве дивље случајности, или из све три, ова невоља је била повод лажних представљања, углавном крајње лажних, најмонструознијих и најокрутнијих – не само мене, већ и недужних особа које су ми драге... Овим најсвечаније изјављујем – и то чиним у своје име и у име моје жене – да су све гласине које сам чуо да у последње време круже око једног проблема, страховито лажне. Онај ко понови једну од тих гласина након мог порицања, лагаће својевољно и најглупље колико је год могуће да лажни сведок лаже, пред небом и земљом.”
Ову изјаву је послао новинама, укључујући Тајмс, и многи су је поново штампали. Посвађао се са издавачима Бредберијем и Евансом, будући да су одбили да објаве његову изјаву у Панчу јер су сматрали да је неприкладна за хумористичку периодику. Још једна јавна изјава појавила се у Њујорк Трибјуну, која је касније дошла до неколико британских новина. У овој изјави, Дикенс је изјавио да је само Џорџина Хогарт држала породицу на окупу неко време:
...Само ћу коментарисати [својој жени] да је нека посебност њеног карактера сву бригу око деце бацила на неког другог. Не знам – ни у ком случају не могу да замислим – шта би било с њима да није било ове тетке, која је одрасла са њима, којој су одани и која је жртвовала најбољи део своје младости и живота за њих. Она је приговарала, расуђивала, патила и трудила се, изнова и изнова, да спречи развод госпође Дикенс и мене. Госпођа Дикенс је често показивала колико је брижна и одана свом дому  – никад снажније него у последњих дванаест месеци.

## Касније године
Дикенс и Кетрин нису водили честу конверзацију након развода, али је она остала привржена и одана мужу и успомени на њега све до смрти од рака. На самртној постељи 1879. Кетрин је збирку писама које је добила од Дикенса дала својој ћерки Кејт, рекавши јој: „Дај ово Британском музеју – да свет зна да ме је [Чарлс] једном волео“. 
Кетрин Дикенс је сахрањена на гробљу Хајгејт у Лондону са малом ћерком Дором, која је умрла 1851. године са само 8 месеци.

## У медијима
Кетрин Дикенс је била тема шездесетоминутног ББЦ-јевог документарног филма „Породични Божић госпође Дикенс“, емитованог 30. децембра 2011. у извођењу и представљању Сју Перкинс, а који је сагледао брак Чарлса Дикенса очима Кетрин. 
У серији Дикенс из Лондона из 1976. тумачила ју је Адријен Берџес . 
У филму Невидљива жена из 2013. глумила је Џоана Скенлан. 
У филму Човек који је измислио Божић из 2017. тумачио ју је Морфид Кларк . 